# Cửa khẩu Lao Bảo
Cửa khẩu quốc tế Lao Bảo là cửa khẩu quốc tế đường bộ tại vùng đất xã Lao Bảo, tỉnh Quảng Trị, Việt Nam.
Cửa khẩu quốc tế Lao Bảo thông thương với cửa khẩu quốc tế Den Savanh thuộc huyện Seponh, tỉnh Savannakhet của Lào, nằm cạnh sông Sepon. 16°37′22″B 106°35′15″Đ / 16,622663°B 106,587632°Đ
Đây là điểm cuối của quốc lộ 9 tại Km 83.

## Khu kinh tế - thương mại đặc biệt Lao Bảo
Khu kinh tế - thương mại đặc biệt Lao Bảo là một trong những khu kinh tế cửa khẩu quan trọng nhất của Việt Nam. Đối diện với Khu kinh tế - thương mại đặc biệt Lao Bảo qua đường biên giới là Khu thương mại biên giới Den Savanh của Lào. Hai khu này là một nút quan trọng trên Hành lang kinh tế Đông - Tây.
Năm 1998, Thủ tướng Chính phủ Việt Nam ra quyết định ban hành quy chế khu vực khuyến khích phát triển kinh tế và thương mại Lao Bảo, gọi tắt là khu thương mại Lao Bảo. Theo đó, khu vực được đề cập bao trùm thị trấn Lao Bảo, thị trấn Khe Sanh và các xã Tân Thành, Tân Long, Tân Lập, Tân Liên, Tân Hợp thuộc huyện Hướng Hóa, tỉnh Quảng Trị. Các doanh nghiệp tham gia vào khu vực này được hưởng một số ưu đãi theo quy định của Luật Đầu tư nước ngoài tại Việt Nam đang áp dụng lúc đó và ưu đãi theo chính sách phát triển kinh tế miền núi, hải đảo, vùng sâu, vùng xa, vùng đồng bào dân tộc ít người theo quy định hiện hành lúc đó.
Năm 1999, Thủ tướng đã phê duyệt định hướng quy hoạch chung xây dựng
khu thương mại Lao Bảo đến năm 2020 có quy định về các khu thương mại và khu công nghiệp tại đây.
Năm 2002, Thủ tướng lại có quyết định về việc sửa đổi, bổ sung một số điều của quy chế khu thương mại Lao Bảo  
để phù hợp với Luật Đầu tư nước ngoài sửa đổi và sự thay đổi các luật thuế.
Ngày 12 tháng 1 năm 2005, Thủ tướng Chính phủ Việt Nam đã ban hành Quyết định số 11/2005/QĐ-TTg Lưu trữ ngày 27 tháng 9 năm 2007 tại Wayback Machine về Quy chế Khu Kinh tế - Thương mại đặc biệt Lao Bảo.
Đầu năm 2008, Thủ tướng lại phê duyệt quy hoạch chung các khu kinh tế cửa khẩu tại Việt Nam đến năm 2020, theo đó, Khu kinh tế - thương mại đặc biệt Lao Bảo là một trong 9 khu kinh tế cửa khẩu được quan tâm xây dựng đồng bộ cơ sở hạ tầng, quy chế, biện pháp và chính sách.

## Hình ảnh

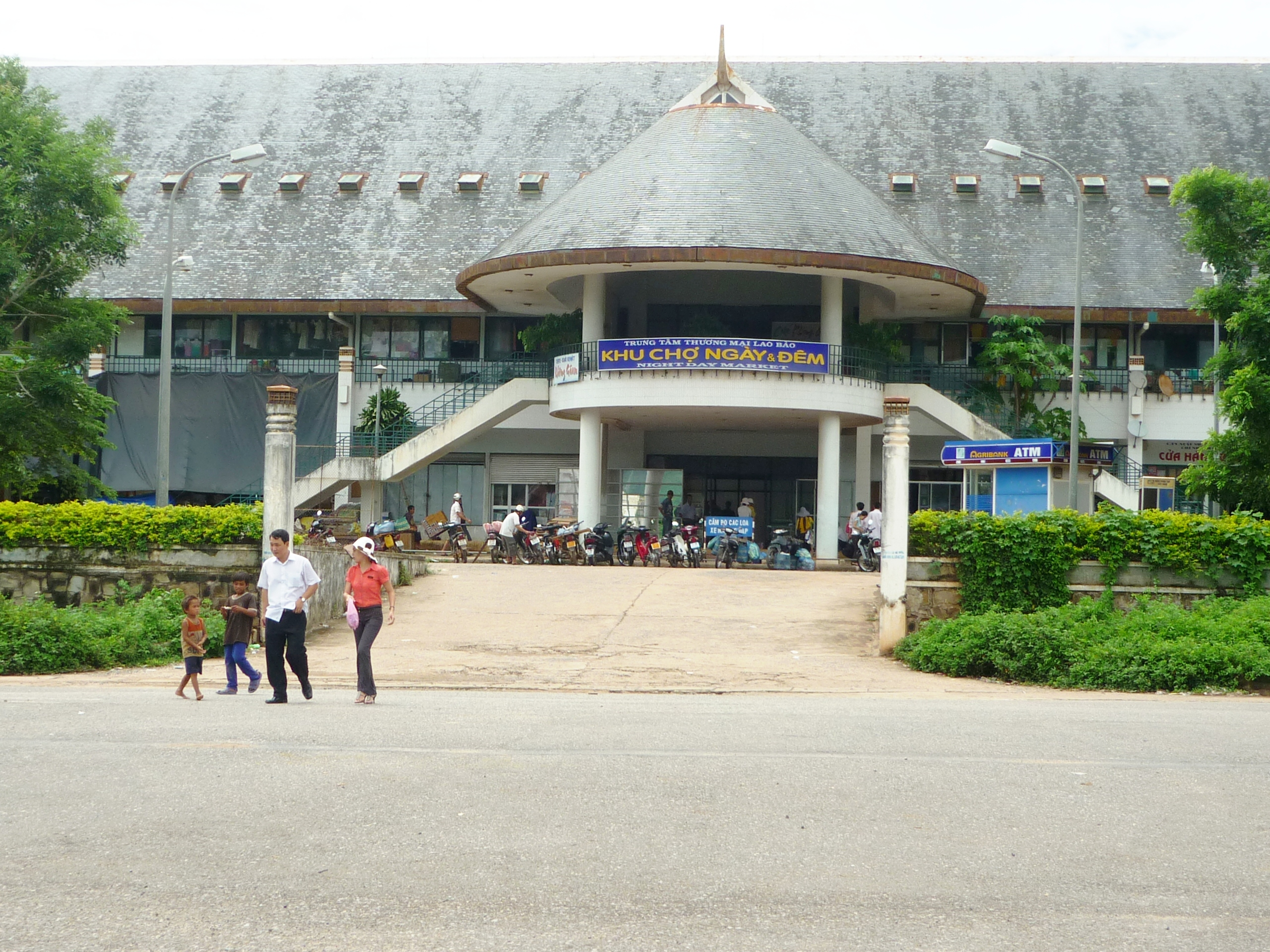
Chợ Lao Bảo
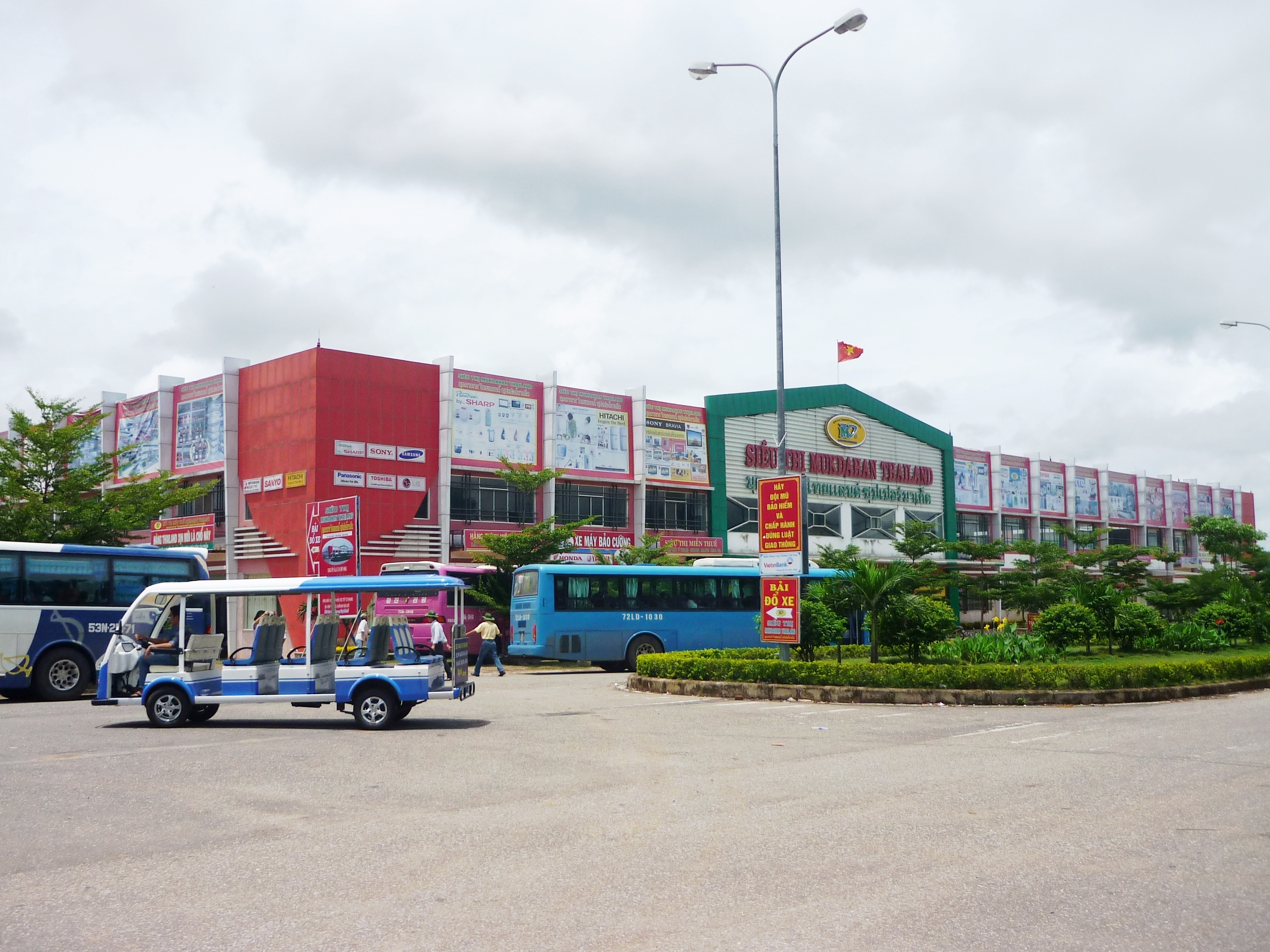
Siêu thị Mukdahan